# Champorcher
Champorcher (trong tiếng Patois Tsamportsé)là một đô thị tại vùng tự trị thung lũng Aosta phía bắc Ý. Đô thị này có diện tích 68 km², dân số 422người.
Đô thị này có làng trực thuộc: Boussiney, Perrier, Dogier, Dublanc, Salleret, Outre l'ève, Parié, Moulin, L'Ecreux, Vérana, Loré, Vigneroisaz, Vagly, Mellier, Coudreyt, Grand-Rosier, Petit-Rosier, Château, Gontier, Garavet, Byron, Arbussey, Collin, Grand-Mont-Blanc, Petit-Mont-Blanc, Perruchon, Ronchas, Chardonney, Sen-du-Gail, Vignat.
Đô thị này giáp các đô thị sau: Champdepraz, Cogne, Fénis, Issogne, Pontboset, Valprato Soana (TO), Vico Canavese (TO).

## Biến động dân số
| Allein • Antey-Saint-André • Aoste • Arnad • Arvier • Avise • Ayas • Aymavilles • Bard • Bionaz • Brissogne • Brusson • Challand-Saint-Anselme • Challand-Saint-Victor • Chambave • Chamois • Champdepraz • Champorcher • Charvensod • Châtilon • Cogne • Courmayeur • Donnas • Doues • Emarèse • Etroubles • Fontainemore • Fénis • Gaby • Gignod • Gressan • Gressoney-La-Trinité • Gressoney-Saint-Jean • Hône • Introd • Issime • Issogne • Jovençan • La Magdeleine • La Salle • La Thuile • Lillianes • Montjovet • Morgex • Nus • Ollomont • Oyace • Perloz • Pollein • Pont-Saint-Martin • Pontboset • Pontey • Pré-Saint-Didier • Quart • Rhêmes-Notre-Dame • Rhêmes-Saint-Georges • Roisan • Saint-Christophe • Saint-Denis • Saint-Marcel • Saint-Nicolas • Saint-Oyen • Saint-Pierre • Saint-Rhémy-en-Bosses • Saint-Vincent • Sarre • Torgnon • Valgrisenche • Valpelline • Valsavarenche • Valtournenche • Verrayes • Verres • Villeneuve |